# (13682) Pressberger
(13682) Pressberger ist ein Asteroid des Hauptgürtels, der am 10. August 1997 von den österreichischen Amateurastronomen Erich Meyer und Herbert Raab an der Sternwarte Davidschlag (IAU-Code 540) in der Nähe von Linz in Österreich entdeckt wurde.
Der mittlere Durchmesser von (13682) Pressberger wurde mithilfe des Wide-Field Infrared Survey Explorers (WISE) mit 8,600 (±0,161) Kilometer berechnet, die Albedo mit 0,079 (±0,007).
Der Himmelskörper wird der Spektral-Klasse C zugeordnet und besitzt eine Absolute Helligkeit von 13,98 mag.
Der Asteroid wurde am 26. Juli 2000 nach dem österreichischen Maschinenbautechniker Rudolf Pressberger (1942–2001) benannt, der ab 1972 am Institut für Astronomie der Universität Wien arbeitete und eine verbesserte Gabelbefestigung für Teleskope entwickelte, die als Austria Mount Eingang in die Astronomie fand.
Zwei von diesen Austria Mount sind je auf der Sternwarte Davidschlag und in der Kepler Sternwarte Linz im Einsatz.